# Armoiries du Queensland
Les armoiries du Queensland sont les plus anciennes de l'Australie. Elles ont été octroyées à l'origine par la reine Victoria en 1893 sous sa forme la plus simple : l'écu, la devise, et le cimier. La version actuelle date au 1977, quand les supports, le casque et le lambrequin ont été ajoutés

## Description héraldique
Le panneau supérieur du blason est d'or sur lequel se profilent une tête de taureau muselé et une tête de mouton mérinos se faisant face. Sur la partie inférieure gauche, une gerbe de blé dorée se détache sur fond noir. Sur la droite, un obélisque doré dressé sur du quartz apparait sur fond rouge avec à ses pieds une pioche et une pelle. 
Les supports sont un cerf, représentant l'Europe, et une grue brolga, une grue natale à l'état et son emblème. Le cimier est une croix de Malte bleue avec la couronne royale britannique au centre, posée entre deux cannes de sucre. La devise audax at fidelis signifie en latin : « Brave mais fidèle ».

## Influence industrielle
Les éléments de ce blason symbolisent les industries les plus riches du Queensland. La culture du blé trouve son origine dès le début de la colonisation en 1788. Sur une idée du gouverneur Philip, des prisonniers furent amenés d'Angleterre pour travailler dans les fermes. Par la suite, la culture du blé devint de plus en plus populaire et à la fin des années 1800, elle formait une grosse part de l'agriculture du Queensland. L'industrie sucrière s'établit en 1868 à Mackay seulement quatre ans près l'ouverture du premier moulin à sucre à Cleveland au sud de Brisbane. Des réglements sur le sucre et le café furent adoptés par le Parlement cette même année en parallèle avec l'essor de l'industrie. Avec la création de la Mackay Central Sugar Mill Manufacturing Company en 1878, l'industrie du sucre atteint son apogée.
L'industrie du mouton existe en Australie depuis le début des années 1820 et au début des années 1880, l'expansion géographique de cette industrie atteint le Queensland et des ventes aux enchères de laine très importantes eurent lieu dans tout l'État. L'industrie minière fut lancée le 20 mai 1867 par la découverte de cuivre par Ernest Henry Cloncurry et connut un boom grâce à la découverte d'or à Georgetown le 3 septembre 1873. L'industrie du bœuf était très répandue à la fin des années 1880 et en 1890, le Queensland exporta outre-mer 1 500 tonnes de viande. Au XXe siècle, ce nombre sera passé à 43 000 tonnes.